# Sattasvaara
Sattasvaara är en kulle i Finland. Den ligger i Sodankylä kommun i landskapet Lappland, i den norra delen av landet, 800 km norr om huvudstaden Helsingfors. Toppen på Sattasvaara är 214 meter över havet.
Terrängen runt Sattasvaara är platt.  Trakten runt Sattasvaara är nära nog obefolkad, med mindre än två invånare per kvadratkilometer.